# 이요히라노역
이요히라노역(일본어: 伊予平野駅 이요히라노에키[*])은 일본 에히메현 오즈시에 있는 역이다. 시코쿠 여객철도이 지난다. 역 번호는 U16이며, 상대식 승강장 2면 2선의 구조를 지닌 지상역이다.

## 역 주변
- 오즈 시립 히라노 중학교
- 오즈 시립 히라노 소학교

## 역사
- 1936년 9월 19일 : 개업.
- 1986년 3월 3일 : 무인화.
- 1987년 4월 1일 : 민영화에 따라, 시코쿠 여객철도로 이관.

## 인접 정차역
| 시코쿠 여객철도 요산선        | 시코쿠 여객철도 요산선 | 시코쿠 여객철도 요산선  |
| ----------------------------- | ---------------------- | ----------------------- |
| U 15 니시오즈 무카이바라 방면 | 요산 선                | 센조 U 17 우와지마 방면 |